# 吉田兼治
吉田 兼治（よしだ かねはる）は、安土桃山時代から江戸時代初期にかけての貴族・神道家。左衛門督・吉田兼見の子。官位は正四位下・侍従、贈従二位。吉田家10代当主・卜部氏26代。

## 経歴
永禄8年（1565年）、左衛門督・吉田兼見の子として誕生。
慶長15年（1610年）、吉田神道（吉田神社）の宗家相続、神祇官領長上となる。慶長18年（1613年）、後陽成上皇に神道を講ずる。
元和2年（1616年）、卒去。

## 系譜
- 父：吉田兼見
- 母：不詳
- 妻：伊也 - 細川藤孝の娘
  - 男子：萩原兼従[1]
  - 女子：たま - 小笠原長元（小笠原秀清の嫡男）室
- 生母不詳の子女
  - 男子：吉田兼英
  - 女子：阿野実顕室
  - 女子：船橋秀相室
  - 女子：徳雲院 - 長束助信正室
- 猶子
  - 男子：阿部致康 - 勧修寺晴豊の五男